# Jiří Šourek
Jiří Šourek (* 22. dubna 1956) je bývalý československý fotbalista, záložník. Po skončení aktivní kariéry působil jako fotbalový funkcionář.

## Fotbalová kariéra
Hrál za TJ Sklo Union Teplice, TJ Vítkovice a kyperský AEL Limassol. Získal ligový titul v roce 1986 s Vítkovicemi. V československé lize odehrál 217 utkání a dal 57 gólů. V Poháru mistrů evropských zemí nastoupil ve 4 utkáních a dal 3 góly, v Poháru vítězů pohárů nastoupil v 1 utkání a v Poháru UEFA nastoupil v 7 utkáních.

## Ligová bilance
| Ročník                                   | Zápasy | Góly | Klub               |
| ---------------------------------------- | ------ | ---- | ------------------ |
| 1. československá fotbalová liga 1973/74 | 6      | 0    | Sklo Union Teplice |
| 1. československá fotbalová liga 1974/75 | 10     | 1    | Sklo Union Teplice |
| 1. československá fotbalová liga 1977/78 | 16     | 2    | Sklo Union Teplice |
| 1. československá fotbalová liga 1978/79 | 25     | 5    | Sklo Union Teplice |
| 1. československá fotbalová liga 1981/82 | 23     | 1    | TJ Vítkovice       |
| 1. československá fotbalová liga 1982/83 | 28     | 8    | TJ Vítkovice       |
| 1. československá fotbalová liga 1983/84 | 22     | 8    | TJ Vítkovice       |
| 1. československá fotbalová liga 1984/85 | 17     | 11   | TJ Vítkovice       |
| 1. československá fotbalová liga 1985/86 | 27     | 12   | TJ Vítkovice       |
| 1. československá fotbalová liga 1986/87 | 26     | 8    | TJ Vítkovice       |
| 1. československá fotbalová liga 1987/88 | 18     | 1    | TJ Vítkovice       |
| CELKEM                                   | 218    | 57   |                    |